# Gismonda
Gismonda es una ópera en tres actos y 4 cuadros con música de Henry Février basada en Victorien Sardou, libreto de Henri Cain y Louis Payen. Se estrenó el 14 de enero de 1919 en el Auditorio de Chicago (primera versión) y el 15 de octubre de 1919 en la Opéra-Comique de Paris.